# Alltid rött, alltid rätt
Alltid rött, alltid rätt är en singelskiva av Imperiet släppt 1983 på Mistlur.

## Låtlista
1. Alltid rött, alltid rätt
2. Den nya dansmusiken

## Medverkande
- Stry - Orgel
- Thåström - Sång, gitarr
- Falk - Bas
- Ljungstedt - Trummor
- Hägglund - Keyboard
- Fläskkvartetten - Stråkar
- Yngen - Kör
- Aalto[vem?] - Kör